# Deutsche Corps-Zeitung
Le Deutsche Corps-Zeitung - sous-titre : Zeitschrift des Kösener SC-Verbandes - est une revue publié à partir de 1913 par l'Association des convents des anciens de Kösen (KSCV) et l'Association des anciens étudiants de corps (de) (VAC).

## Histoire
Le titre est fondé pour succéder au Academische Monatshefte récemment abandonné et paraît chaque trimestre. Outre les rapports d'actualité de l'association, il aborde également des sujets historiques ou de société. Le dernier numéro sous ce nom paraît en 1993, et à partir de 1994, après la fusion avec la revue associative du convent des anciens de Weinheim (de) (Die Wachenburg (de)), le titre est continué sous le nom de Der Corpsstudent (de) et depuis 2000 sous le nom de CORPS - das Magazin.

## Suppléments
La revue trimestrielle contient divers suppléments tout au long de sa parution :
- Das Geschehen : politische Tatsachensammlung[2]
- SC-Meldungen[3]
- Wir gedenken in Ehrfurcht und Dankbarkeit der im WS ... und im SS ... verstorbenen Kösener Corpsstudenten[4]